# Mairéad Phelan
Mairéad Phelan is een Ierse zangeres en fluitist. 
Geboren in County Kilkenny, begon Mairéad Phelan al vroeg met optreden. Ze kreeg les van de familie Dowling in Castlecomer in County Kilkenny. Naast zingen speelt ze ook fluit en tin whistle en won daarmee de All Ireland Championships op beide instrumenten. Ze studeerde ook piano aan de Royal Academy of Irish Music in Dublin. Ze toerde over de wereld  waaronder de Filipijnen en Nieuw-Zeeland. Ze heeft momenteel een pauze van de studie Geneeskunde in Trinity College in Dublin om op tournee te kunnen zijn met de band Solas (band) waarin zij een van de laatst toegetreden leden is.